# 雨に叫べば
『雨に叫べば』（あめにさけべば）は、2021年制作のウェブドラマ。上映時間：104分
当初、Amazon Prime Videoで配信された（配信開始日：2021年12月16日 ）。
『ミッドナイトスワン』の内田英治監督が、松本まりかを主演に、男尊女卑やパワハラの匂いが残る1980年代の映画製作の舞台裏で、新人女性監督が理想の映画を撮影するためにさまざまな困難にぶつかっていく内幕ドラマを、時にリアルに、時にデフォルメしながら再現した。

## 配役
- 松本まりか：林花子（新人女性監督）
- 大山真絵子：須藤楓（落ち目の主演女優）
- 本田博太郎：奥村順三（脚本）
- 渋川清彦：井上研二（企画）
- 高橋和也：橘芳正（プロデューサー）
- 矢柴俊博：渡辺四郎（チーフ助監督）
- 相島一之：太田清（撮影）
- モトーラ世理奈：佐藤よしえ（撮影助手）
- 菅原大吉：三田村権蔵（照明技師）
- 森下能幸：柳楽浩太（録音）
- 濱田岳：金子勇介（特機）
- 須賀健太：瀬川新二（アイドル色が強い主演俳優）
- ふせえり：北山知子（新二のマネージャー）
- 矢本悠馬：樋口和人（新進俳優）
- 大和田伸也：河合道夫（映検調査官）
- 染谷有香：花子の母親（回想シーン）
- 佐々木みゆ：幼少の花子（回想シーン）

## スタッフ
- 監督・脚本：内田英治
- 企画：吉村文雄、加藤和夫
- プロデューサー：中野剛
- キャスティングプロデューサー：福岡康裕
- 撮影：野口健司
- 照明：根本伸一
- 録音：平直樹
- 整音：山口満大
- 美術：将多
- 装飾：大庭信正
- 衣装：深野明美
- ヘアメイク：板垣実和
- 音響効果：小林孝輔
- 編集：小美野昌史
- 音楽：小林洋平
- 主題歌：T字路s
- 主題歌（作詞）：伊東妙子
- プロダクションマネージャー：杉崎隆行
- プロダクション統括：木次谷良助
- 助監督：加藤卓哉
- 制作担当：谷口侑希